# Kopong
Kopong es una ciudad situada en el Distrito de Kweneng, Botsuana. Se encuentra a 25 km al norte de Gaborone. Tiene una población de 8.884 habitantes, según el censo de 2011. Pertenece al área metropolitana de Gaborone.